# Automated Transfer Vehicle
Automated Transfer Vehicle (Autonomno Transportno Vozilo) poznato i pod skraćenicom ATV je bespilotno opskrbno vozilo koje je razvila Europska Svemirska Agencija.

Zadatak ATV-a je opskrba Međunarodne svemirske postaje (ISS) s vodom, zrakom, gorivom i eksperimentima. Glavni motori ATV-a povremeno će se koristiti za podizanje orbite ISS-a.

## Letjelica
ATV je dizajniran za nadopunjavanje uloge Progressa sa svojom tri puta većom nosivošću. Poput Progressa, letjelica može nositi grube terete poput goriva i relativno osjetljive eksperimente. Eksperimenti se nalaze u skladištu od 48 m³ s atmosferom normalnog sastava i pod tlakom od 101.3 kPa.

Sustav za pristajanje sastoji se od dva videometra i dva telegonomjera. Dodatni nadzorni uređaji preuzeti su s ruskog sustava za pristajanje Kurs.

Nakon završetka šestomjesečne misije, ATV će se pun otpada obrušiti u južni Tihi ocean. 
Masa pojedinog ATV-a je 20.7 tona od čega je 7.7 tona korisnog tereta.
- od 1,500 do 5,500 kg suhog tereta (hrana, eksperimenti, itd...)
- 840 kg vode
- 100 kg plinovitih tereta (dušik, kisik, zrak)
- 4,700 kg goriva za podizanje orbite ISS-a. Gorivo koje ATV nosi nije kompatibilno s ruskim gorivima koja se već koriste na ISS-u.

Za lansiranje ATV-a koristi se raketa Ariane 5 u izvedbi Ariane 5 ES-ATV. Sva lansiranja izvršit će se s iz Svemirskog Centra Gvajana kraj grada Kourou u Francuskoj Gvajani. U planu je lansiranje šest ATV-a svakih 17 mjeseci.

## ATVJules Verne
ATV pod imenom Jules Verne nakon mnogih odgađanja konačno je lansiran u orbitu 9. ožujka 2008. godine. Letjelica je lansirana u orbitu na visini od 300 km gdje je čekala tri tjedna da se Space Shuttle Endeavour odvoji od ISS-a i sleti na Zemlju. Kada je Endeavour sletio, Jules Verne se počeo približavati ISS-u. Nakon pokusnog prilaska 31. ožujka 2008., kada se ATV našao samo 12 metara od svemirske postaje, ATV je konačno pristao 3. travnja. 
Jules Verne je ostao spojen sa svemirskom postajom 5 mjeseci, sve dok se 5. rujna nije odvojio od nje. Svoj kraj ATV je imao 29. rujna kada je uletio u atmosferu nad južnim Pacifikom.

## ATVJohannes Kepler
ATV Johannes Kepler' ili ATV-002 lansiran je 16. veljače 2011. od strane Europske svemirske agencije. ATV je sa sobom ponio 7.000 kg tereta, a sam je težio preko 20.000 kg, čineći tako najtežu letjelicu koju je ESA ikad lansirala. Letjelica je na svemirsku postaju pristala 24. veljače 2011., a od nje se odvojila 20. lipnja 2011. ATV je nakon toga izveo kontrolirani ulazak u atmosferu nad južnim Pacifikom.

## ATVEdoardo Amaldi
ATV Edoardo Amaldi ili ATV-003 lansiran je 23. ožujka 2012. godine s ciljem opskrbe Međunarodne Svemirske Postaje. ATV je postaju opskrbio gorivom, vodom, kisikom i ostalim suhim teretima neophodnim za život astronauta. Osim opskrbe postaje, ATV je podigao i njenu orbitu kako bi nadoknadio gubitak visine uzrokovan propadanjem orbite zbog aerodinamičnog otpora visokih slojeva atmosfere. ATV je uspješno odradio svoju misiju te je 4. listopada 2012. izveo kontrolirani ulazak u atmosferu nad južnim Pacifikom.